# Unidad por Chile
Unidad por Chile es una coalición política chilena progresista fundada el 6 de noviembre de 2022 bajo el nombre informal de Alianza de Gobierno tras una reunión convocada por el presidente de la República, Gabriel Boric, realizada en el palacio presidencial de Cerro Castillo, donde se reunieron los presidentes de los partidos políticos, parlamentarios y autoridades que forman parte del gobierno. Se constituyó como una coalición electoral formal en mayo de 2025, adoptando el nombre «Unidad por Chile» para presentarse en las primarias y elecciones presidenciales de ese año.
La coalición está compuesta por el partido Frente Amplio, los cuatro partidos del Socialismo Democrático y los tres partidos de Chile Digno. La alianza acordó tener una vocería común y rotativa, siendo la primera vocera de la coalición la presidenta del Partido Socialista, Paulina Vodanovic.

## Historia

### Antecedentes

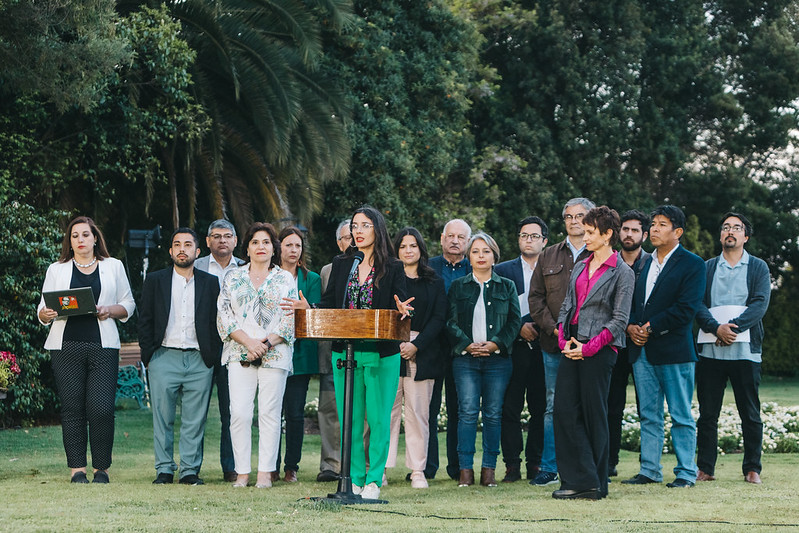
Dirigentes oficialistas en Cerro Castillo el 6 de noviembre de 2022 anunciando la creación de la «Alianza de Gobierno».

El 17 de marzo de 2021 se producen las elecciones primarias del pacto Apruebo Dignidad, coalición compuesta por el Frente Amplio y Chile Digno, en las que resulta vencedor el candidato frenteamplista Gabriel Boric, por lo que compitió como candidato único de Apruebo Dignidad en la primera vuelta de las elecciones presidenciales, en la que conseguiría el pase al balotaje. 
Tras la derrota de la candidata demócrata cristiana Yasna Provoste, del Nuevo Pacto Social coalición formada ese año para las elecciones, que agrupaba a los partidos provenientes de la Concertación y Nueva Mayoría, que gobernaron el país durante 24 años, este bloque se suma a la candidatura del abanderado de Apruebo Dignidad. Finalmente, Boric logra la victoria en el balotaje.
Luego del triunfo en las presidenciales y dada la manera en que quedó compuesto el congreso tras las elecciones parlamentarias —Apruebo Dignidad solo alcanzó a elegir a 37 de los 155 de los diputados y 5 de los 50 senadores—, Gabriel Boric incluye en el gobierno a los partidos que conformaban la coalición Nuevo Pacto Social, con la excepción del Partido Demócrata Cristiano. Estos partidos más tarde adoptarían la nominación de Socialismo Democrático.
Así, el gobierno de Gabriel Boric se ha sostenido por estos dos bloques políticos o «dos almas», como los ha denominado la prensa local: el Socialismo Democrático y Apruebo Dignidad. La difícil coexistencia de ambas coaliciones dentro del oficialismo, sumado a la derrota de la opción apoyada por el gobierno en el plebiscito del 4 de septiembre, dieron pie para que en el comité político del 17 de octubre de 2022 se convocara a un «cónclave» oficialista, con el propósito de analizar el rumbo que debe adoptar el gobierno, el cual se materializó el 6 de noviembre de 2022 en el Palacio Presidencial de Cerro Castillo, donde se reunieron los líderes de los partidos integrantes del oficialismo. A partir de entonces la coalición se ha reunido regularmente para constituir un comité electoral y de contenido, y ha replicado el primer cónclave nacional en varias regiones del país.
Tras un cónclave de la Alianza de Gobierno realizado el 9 de octubre de 2023 con el nombre de «Encuentro por Chile», se decidió abrir los límites de la coalición al Partido Demócrata Cristiano, con el fin de concretar una lista de unidad para presentarse a las elecciones municipales y de gobernadores regionales de 2024 y así tener mayores posibilidades de incrementar la representación de las fuerzas progresistas en aquellas administraciones territoriales. En dicha instancia, además, se redactó una declaración conjunta en la que se señaló que los ocho partidos de la alianza tienen como objetivo fortalecer el trabajo común para resolver las demandas ciudadanas y que reafirman su compromiso con el gobierno de Gabriel Boric.

### Elección presidencial de 2025, incorporación del PDC y las dos listas parlamentarias
El 30 de abril de 2025 los partidos del oficialismo inscribieron oficialmente el pacto «Unidad por Chile» ante el Servicio Electoral, al presentar sus candidaturas a las primarias presidenciales de junio de ese año. En aquella primaria resultó como ganadora la candidata del Partido Comunista, Jeannette Jara, que se convirtió en la abanderada única de la coalición. El 26 de julio de 2025 la Junta Nacional del Partido Demócrata Cristiano (PDC) decidió, con más del 60 % de los votos de sus miembros, respaldar la candidatura de Jara y a la vez sumarse al pacto para conformar una lista única para las elecciones parlamentarias.
La unidad no se replicó en la elaboración de las listas parlamentarias, ya que los partidos Federación Regionalista Verde Social y Acción Humanista decidieron salir del pacto en medio de las quejas por la repartición de los cupos. Estas colectividades formalizaron una lista separada llamada Verdes, Regionalistas y Humanistas y confirmaron su apoyo a Jeannette Jara en la elección presidencial.

## Composición
| Coalición                   | Partido                     | Presidente(a)     |
| --------------------------- | --------------------------- | ----------------- |
| Socialismo Democrático      | Partido por la Democracia   | Jaime Quintana    |
| Socialismo Democrático      | Partido Socialista de Chile | Paulina Vodanovic |
| Socialismo Democrático      | Partido Radical de Chile    | Leonardo Cubillos |
| Socialismo Democrático      | Partido Liberal de Chile    | Juan Carlos Urzúa |
|                             | Partido Comunista de Chile  | Lautaro Carmona   |
| Partido Demócrata Cristiano | Francisco Huenchumilla      |                   |
| Frente Amplio               | Constanza Martínez          |                   |

## Resultados electorales

### Elecciones de gobernadores regionales
|  | 18,10 % |

|  | 19,06 % |

### Elecciones de consejeros regionales
| Elección | Votos     | % de votos       | Escaños |
| -------- | --------- | ---------------- | ------- |
| 2024     | 3 349 156 | \| \| 34,42 % \| | 100/302 |
|          | 34,42 %   |                  |         |

### Elecciones municipales
|  | 26,64 % |

|  | 36,39 % |